# Hrabstwo Cache

Piramida wieku hrabstwa

Hrabstwo Cache (ang. Cache County) – hrabstwo w stanie Utah w USA. Leży w północnej części stanu. Zajmuje powierzchnię lądową 3 015 km². Siedzibą hrabstwa jest miasto Logan.

## Miasta
- Amalga
- Clarkston
- Cornish
- Hyde Park
- Hyrum
- Lewiston
- Logan
- Mendon
- Millville
- Newton
- Nibley
- North Logan
- Paradise
- Providence
- Richmond
- River Heights
- Smithfield
- Trenton
- Wellsville

## CDP
- Avon
- Benson
- Cache
- Cove
- Petersboro

## Sąsiednie hrabstwa
- Rich – wschód
- Weber – południe
- Box Elder – zachód
- Franklin w Idaho – północ
- Oneida w Idaho – północny zachód